# Guldgossen
Guldgossen är en svensk film från 1912. Filmen premiärvisades 8 januari 1912 på Stora Biografteatern i Malmö. Filmen spelades in vid Stora Biografteaterns ateljé i Malmö.

## Rollista
| Aage Colding            | – Andersson, skomakare      |
| Henry Seemann           | – Fritz                     |
| Ingeborg Rasmussen      | – Anna, Anderssons barn     |
| Holger Rasmussen        | – Bergkvist, gesäll         |
| Agnes Nyrup-Christensen | – Maria, portvaktens dotter |
| Agnes Nørlund           | – Sonja, primadonna         |
| Valdemar Kolling        | – Andersson, skomakare      |
| Lisa Forsberg           | – en baby                   |